# Art Hillhouse
Arthur Sherwood "Art" Hillhouse (Rutherford, Nueva Jersey, 12 de junio de 1916 - Amelia, Virginia, 27 de octubre de 1980) fue un jugador de baloncesto estadounidense que disputó dos temporadas en la BAA, además de jugar en la ABL y la EPBL. Con 2,01 metros de estatura, jugaba en la posición de pívot.

## Trayectoria deportiva

### Universidad
Jugó durante su tres temporadas con los Blackbirds de la Universidad de Long Island, a los que ayudó a conseguir su primera temporada invictos en 1936 (25 victorias, 0 derrotas), y al año siguiente su mejor marca de victorias de la historia, con 28. En 1938 fue capitán del equipo, accediendo el mismo a disputar en NIT.

### Profesional
Comenzó su andadura profesional en los Philadelphia Sphas de la ABL en 1943, donde jugó tres temporadas, ganando el título en 1945 y siendo el máximo anotador del equipo al año siguiente, promediando 12,4 puntos por partido, en una temporada en la que nuevamente alcanzaron las finales.
En 1946, con la creación de la nueva liga BAA se unió a los Philadelphia Warriors, con los que se proclamó campeón en su primera temporada, tras derrotar en las finales a los Chicago Stags por 4-1. Hillhouse colaboró con 6,0 puntos por partido. Al año siguiente únicamente disputaría 11 partidos, acabando la temporada en los Wilkes-Barre Barons de la ABL, con los que ganaría su segundo campeonato promediando 7,5 puntos por partido.
Acabó su carrera deportiva jugando una temporada con los Lancaster Red Roses de la EPBL, con los que promedió 8,4 puyntos por partido.

#### Estadísticas en la BAA

##### Temporada regular
| Temporada | Edad | Equipo                | Liga | P  | TIT | MIN | TC  | TCA | %TC  | 3P | 3PA | %3P | TL  | TLA | %TL  | R.OF. | R.DEF. | REB | ASIS | ROB | TAP | PER | FP  | PTS |
| 1946-47   | 30   | Philadelphia Warriors | BAA  | 60 |     |     | 2.0 | 6.9 | .291 |    |     |     | 2.0 | 2.8 | .723 |       |        |     | 0.7  |     |     |     | 2.3 | 6.0 |
| 1947-48   | 31   | Philadelphia Warriors | BAA  | 11 |     |     | 1.3 | 6.5 | .197 |    |     |     | 2.7 | 3.4 | .811 |       |        |     | 0.3  |     |     |     | 2.7 | 5.3 |
| Total     |      |                       | BAA  | 71 |     |     | 1.9 | 6.8 | .277 |    |     |     | 2.1 | 2.9 | .739 |       |        |     | 0.6  |     |     |     | 2.4 | 5.9 |

##### Playoffs
| Temporada | Edad | Equipo                | Liga | P  | TIT | MIN | TC  | TCA | %TC  | 3P | 3PA | %3P | TL  | TLA | %TL  | R.OF. | R.DEF. | REB | ASIS | ROB | TAP | PER | FP  | PTS |
| 1946-47   | 30   | Philadelphia Warriors | BAA  | 10 |     |     | 2.4 | 9.1 | .264 |    |     |     | 3.9 | 4.6 | .848 |       |        |     | 0.8  |     |     |     | 4.1 | 8.7 |
| Total     |      |                       | BAA  | 10 |     |     | 2.4 | 9.1 | .264 |    |     |     | 3.9 | 4.6 | .848 |       |        |     | 0.8  |     |     |     | 4.1 | 8.7 |